# Oleksandrija
Oleksandrija (ukrajinsky Олександрія, rusky Александрия) je město na střední Ukrajině, druhé největší město Kirovohradské oblasti. Město leží na místě, kde se říčka Berezivka vlévá do Inhulce. Žije zde 76 000 obyvatel, z nichž přes 90 % tvoří Ukrajinci, zbytek především Rusové.
Městem prochází hlavní silnice spojující Rumunsko, Moldavsko a Ukrajinu. Oleksandrija je také stanicí na hlavní trati Kyjev – Dnipro; zastavuje zde i prestižní Stolyčnyj Ekspres.

## Historie
První zmínka o osadě Usykivka na území města pochází z roku 1746. Podle pololegendární verze osada vznikla jako kozácký zimní tábor založený záporožským kozákem Usykem spolu se svými bratry a mladými kozáky (džurami). Podle údajů ze studie dvorních revizí z 18. století se na území města na počátku 40. let 18. století usadili kozáci z Kremenčucké sotně Mirhorodského pluku „Hryhorij Usyk s bratrem Sidorem, Pylyp Usyk s bratrem Kyrylem“. Nebyli však prvními osadníky této oblasti. Od konce 30. let 18. století zde žili Stepan Tereščenko z Kremenčuka a Roman Kasjan z Bagatské sotně. Usykové opustili osadu kvůli přesídlení Srbů a vytvoření Bečejského příkopu a pozdější Usykové mezi obyvateli osady nejsou zaznamenáni.
V letech 1752-1764 byla v Usivce umístěna 3. rota Novosrbského pandurského pluku. V této době bylo vytvořeno Nové Srbsko, ruská vláda vytvořila vojenské osady. Noví osadníci byli převážně Srbové, Rumuni, Chorvati a Bulhaři. Místo Usikivky se objevilo opevnění Bečej neboli Beča, nový název pochází z názvu Bečej (srbsky: Бечеј, Bečej) - města v Srbsku. V zimě roku 1769 místní obyvatelstvo spolu s posádkou úspěšně odolalo obléhání vojsk chána Kerima-Gireje.
V roce 1764 se Usykivka se stala součástí Novorossijské gubernie, která existovala až do roku 1783, kdy bylo její území zahrnuto do Jekatěrinoslavské gubernie.
Od roku 1784 byla gubernie rozdělena na dvě gubernie: Novorossijskou a Azovskou, pevnost Bečej se stala okresním městem s názvem Aleksandrijsk. (ukrajinsky Oleksndrijsk/Олександрійськ)   Později byl název města změněn na Aleksandrija. V roce 1793 zde bylo 120 chatrčí a žilo zde 738 obyvatel.
Během další správní reformy v roce 1795 bylo okresní centrum přesunuto do města Krylova, osada byla vrácena ke svému starému názvu Usivka a Krylov se začal nazývat Oleksandrija.
14. března 1806 byl vytvořen Oleksandrijský okres, který byl součástí Chersonské gubernie. Krylovu byl vrácen jeho předchozí název a Usivka se opět stala Oleksandrijou se statusem okresního centra, nyní Chersonské gubernie. 
V 50. letech 19. století zde stálo asi 700 domů, z nichž drtivá většina byla postavena z rákosu, propletených vinných rév a dřeva, takže poskytovaly jen malou ochranu před častými silnými severními větry. Nejlepšími budovami byly dvoupatrový dům statkáře Leontieva a dům šlechtického shromáždění. Město mělo tři hotely a deset hostinců, dvě továrny na sůl, dvě na výrobu krupice a jednu na výrobu cihel, a také 27 větrných mlýnů.  Problémem bylo zásobování vodou. Během 30. a 50. let 19. století město zažilo čtyři epidemie cholery. Jen v roce 1855 na ni zemřelo 142 mužů. Obyvatelstvo města nemělo prakticky žádný přístup ke kvalifikované lékařské péči. V roce 1858 zde byla pouze jedna lékárna. V roce 1866 se o veškerou populaci kraje a města staral jeden lékař a dva asistenti. V té době existovala jedna nemocnice s několika lůžky.
Na konci 19. a začátku 20. století se kulturní život ve městě zintenzivnil. V roce 1873 bylo otevřeno ženské gymnázium, v roce 1904 mužské gymnázium a v roce 1910 učitelský seminář. V 80. letech 19. století se ve městě objevilo divadlo. V prvním desetiletí 20. století začalo fungovat první městské kino „Koloseum“. Na začátku 20. století ve městě fungovalo několik tiskáren. Od roku 1909 zde vycházely ruské noviny „Известия Александрийского уездного земства“.
V letech 1917-1921 zažívala Alexandrie a Alexandrijská oblast společenské otřesy a opakované změny moci. V roce 1917 se na území Alexandrijské oblasti objevily buňky Ukrajinských svobodných kozáků. V květnu 1919 se město Alexandrie stalo centrem protibolševického povstání vedeného atamanem Nikiforem Grigorjevem. 23. května 1919 bylo povstání brutálně potlačeno Rudou armádou.
V roce 1919 bylo město centrem selských bouří vedených antisemitským důstojníkem Zelené armády, atamanem Grigorjevem.[zdroj?]

## Osobnosti
- Dmytro Čyževskyj (1894–1977),  ukrajinský filozof a literární vědec
- Iľja Danilovič Dibrova (1891– 1944), sovětský generál
- Vladimir Granovskij (1910–1950), ruský fotograf
- Pjotr Koševoj (1904–1976), maršál Sovětského svazu
- Leonid Popov (*1945), sovětský kosmonaut